# طربيد

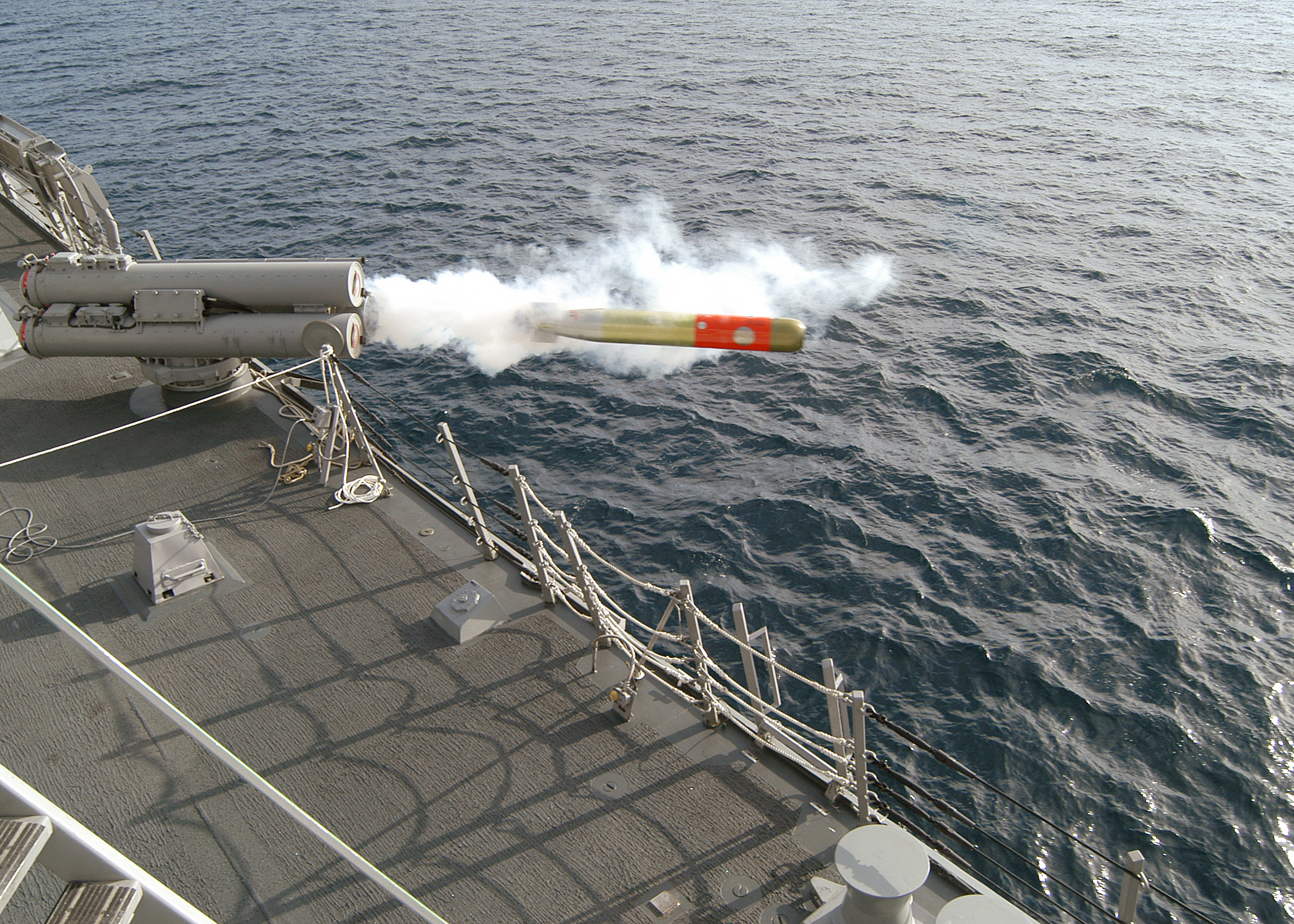
طربيد

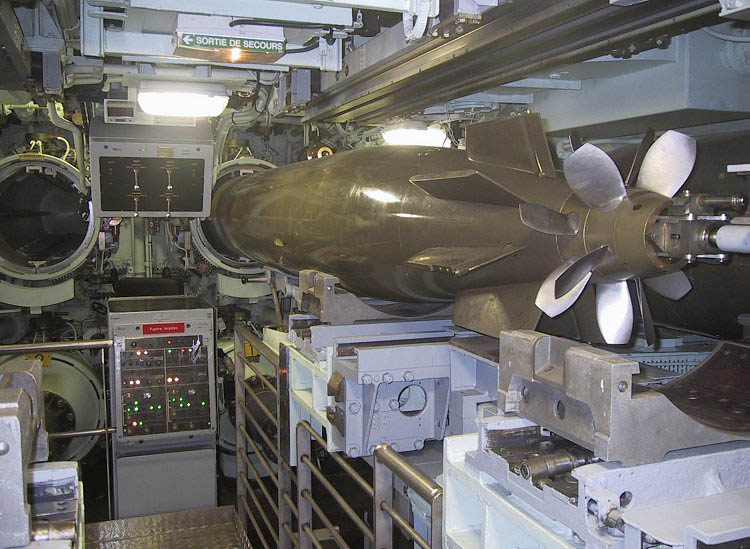
طربيد في منصة الإطلاق في غواصة فرنسية

النَّسيفة  أو الطُّربيد أو الرَّعَّاد أو النسَّاف (بالإنجليزية: Torpedo)‏ هو صاروخ يستعمل لمحاربة السفن ويمكن إطلاقه من غواصة أو من طائرة، وميزته أنه يعمل تحت الماء. ويمكن أن يُتحكَّم فيه بسلك موصل بالغواصة أو دونه.

## عمله
عادةً لا ينفجر الطربيد في السفينة مباشرة بل ينفجر تحتها وهو يستعمل لذلك عادة محسًا كهرطيسيًا، الانفجار يتسبب في موجة انفجار تهز السفينة مما يجعلها تطوى أو تنشطر بمفعول وزنها. وسرعة الطربيد أقل بكثير من سرعة الصاروخ فهو يحمل رأسًا ثقيلًا من المتفجرات لذا فسرعته تتراوح من 100-500 كم في الساعة وكانت هذه أهم نقطة قامت بتطويرها البحرية الألمانية بزيادة سرعة احدث الطربيدات إلى سرعة 800 كيلو/ساعة وبذلك يكون أسرع طربيد حتى اللحظة وقد استلهم الباحثون الألمان فكره تطوير الطربيد من سمكة «البركودة الكبيرة» وتنتمي إلى صنف سمك الكركي السهمية. وتنتشر هذه الأسماك في المحيط الأطلسي وقرب سواحل اليابان وأستراليا، إضافةً إلى مناطق أخرى. ووجد العلماء أن سرعة السمكة تكمن في شكل جسمها، ورأسها المدبب، وفي قدرتها على إطلاق فقاعة هوائية تحيد بجسمها وتقلل احتكاكها في الماء. وهكذا صنع المهندسون طربيدًا يحاكي السمكة وينطلق بسرعة متخفيًا داخل فقاعة هوائية. ونجحت هذه التقنية برفع سرعة الطربيد إلى 800 كلم/ساعة، في حين أن سرعة أفضل الطربيدات التقليدية لا تزيد على 130 كلم/ساعة. وتعتبر الغواصة العثمانية عبد الحميد من فئة «نوردنفلت» والتي بنيت في عام 1886 هي الغواصة الأولى في التاريخ التي تطلق طربيد وهي تحت الماء.[بحاجة لمصدر]